# Еуґеніуш Оконь
Еуґеніуш Оконь (пол. Eugeniusz Okoń; нар. 25 грудня 1881, Радомишль над Сяном — пом. 19 січня 1949, Ольшани) — польський політичний, громадський та релігійний діяч, ксьондз, активіст польського селянського руху, голова Селянської радикальної партії, організатор Тарнобржезької республіки, депутат Сейму Республіки Польща,

## Життєпис
Еуґеніуш Оконь був найстаршим з семи дітей Вінсента та Анелі Кукровських. Його батьки були власниками невеликої ферми. Після закінчення 4 класу початкової школи в Радомислі, навчався у 1894—1902 роках в Ряшівській гімназії. Після гімназії вступив у Вищу духовну семінарію в Перемишлі.
У 1906 році Еуґеніуш Оконь був висв'ячений на ксьондза та направлений у парафію в Рудці. Під впливом графа Олександра Скарбека, активіста Націонал-демократичної партії в Галичині, він став прихильником національно-демократичної ідеї та став членом Народно-демократичної партії. Через політичну діяльність церковна влада майже кожен рік переводила його в іншу парафію. У той же час Еуґеніуш Оконь вивчав філософію на філософському факультеті Ягеллонського університету.
У 1911 році виходить з Народно-демократичної партії. Під час виборчої кампанії до Галицького сейму в 1913 році його заарештували за занадто радикальну промову. Він був звільнений з в'язниці у Ряшеві тільки після того, як він отримав депутатський мандат.
У роки Першої світової війни Еуґеніуш Оконь перебував у Відні, де виконував душпастирські обов'язки. Повернувся до Галичини у 1917 році і став ксьондзом парафії села Пишниця.
6 листопада 1918 року в Тарнобжеґу відбулось 30-ти тисячне віче селяни, яке очолили Еуґеніуш Оконь та поручик Томаш Домбаль. На віче було проголошено створення суверенної Тарнобжезької Республіки. На весні 1919 року польська армія анексувала Тарнобжезьку республіку.
У січні 1919 року Еуґеніуша Оконя було заарештовано та ув'язнено в Ряшеві. Він був звільнений з ув'язнення у зв'язку з обранням до Польського Сейму.
Під час Другої світової війни Еуґеніуш Оконь був ксьондзом у Радомишлі, був капеланом Армії Крайової, з весни 1943 року перебував у підпіллі.
З 1946 року був ксьондзом у селі Добковичі. У 1947 році був заарештований. З 1948 року був кзьондзом в Ольшанах, потім у Становиці.
Помер та був похований у Ольшанах, а у січні 1950 року був перепохований у родинному склепі в Радомишлі.